# Pomigliano d'Arco
Pomigliano d'Arco é uma comuna italiana da região da Campania, província de Nápoles, com cerca de 39588 habitantes. Estende-se por uma área de 11 km², tendo uma densidade populacional de 3599 hab/km². Faz fronteira com Acerra, Casalnuovo di Napoli, Castello di Cisterna, Sant'Anastasia, Somma Vesuviana.

## Demografia
| Variação demográfica do município entre 1861 e 2011                               |
|                                                                                   |
| Fonte: Istituto Nazionale di Statistica (ISTAT) - Elaboração gráfica da Wikipedia |